# Jan Jarzyna
Jan Jarzyna (ur. 1892 we Lwowie, zm. po 1960) – polski narciarz i taternik, zawodnik klubu Czarni Lwów.

## Życiorys
Był studentem Politechniki Lwowskiej. Od najmłodszych lat uprawiał sport – piłkę nożną oraz narciarstwo (biegi narciarskie, narciarstwo alpejskie oraz skoki). Wspinał się również w Tatrach – w 1909 roku wraz z Józefem Bizoniem przeszedł wschodnią ścianę Wysokiej (2547 m), a w rok później, wraz z Bizoniem i Stanisławem Szulakiewiczem, wszedł z Doliny Staroleśnej na Sławkowski Szczyt (2452 m). Druga z wypraw zakończyła się tragicznie: podczas wspinaczki na północną grań Małego Jaworowego Szczytu (2380 m) śmierć poniósł Stanisław Szulakiewicz, a podczas akcji ratunkowej zginął legendarny tatrzański ratownik Klimek Bachleda.
Kariera sportowa Jana Jarzyny przypadła na lata przed I wojną światową. W 1910 roku podczas zawodów juniorów w Zakopanem wygrał bieg oraz slalom, a w konkursie skoków zajął 6. miejsce. W lutym 1911 roku w austriackim Bad Mitterndorf zajął drugie miejsce w biegu na dystansie 7 kilometrów. Natomiast w 1913 roku jako pierwszy Polak wygrał konkurs skoków narciarskich, który miał miejsce (najprawdopodobniej) w miejscowości Reichenau an der Rax. Był też rekordzistą Galicji w długości skoku. Rezultat ten osiągnął w dniu 2 lutego 1914 roku na skoczni na Kalatówkach, oddając skok na odległość 15 metrów. Wygrywał konkursy skoków w Worochcie i Sławsku. W uznaniu sukcesów sportowych Austriacki Związek Narciarski przyznał mu tytuł sędziego narciarskiego. Jarzyna był również członkiem kolegium sędziów Karpackiego Towarzystwa Narciarzy.
Po wybuchu I wojny światowej wycofał się z życia sportowego. Resztę życia spędził najprawdopodobniej w Krakowie, bywał również w Zakopanem.